# Balthasar von Raunach
Balthasar von Raunach (* ca. 1525; † 31. Dezember 1605 in Salzburg) war Geistlicher, Pfarrer und Dompropst in Salzburg. Im Februar 1585 wurde er auch zum Gesandten Salzburgs für den Kreistag in Landshut ernannt.

## Familie
Raunachs Eltern waren Jakob von Raunach, Sohn des Bernhardin und der Genovefa von Freyberg, und Anna Freiin von Lamberg, Tochter des Josef Freiherrn von Lamberg, auf Ortenegg und Ottenstein, Landeshauptmann in Krain, und Elisabeth von Ellach.

## Besetzung der Pfarrstelle in Salzburg
Die Aufschwörung leistete Raunach am 25. April 1551. Als 1574 die Stadtpfarre in Salzburg frei geworden war, gab es für die Übernahme der Stelle zwei Kandidaten: Balthasar von Raunach und Johann Ertl. Raunach wurde zunächst provisorisch mit der Verwaltung des Amtes betraut. Ertl, mit dem das Kapitel diesbezüglich Verhandlungen führte, schlug die Stelle aus, was den Domherren, die die Stelle nur ungern einem Fremden anvertrauen wollten, gelegen kam. Auf Bitten des Kapitels verwaltete Raunach die Pfarrstelle zwei weitere Jahre.

## Dompropst in Salzburg
Als die Stelle des Dompropstes von Salzburg vakant wurde, bewarb sich für die Wahl zum Dompropst, die am 21. Juni 1604 stattfand, neben Raunach auch Ernst Freiherr von Wolkenstein. Beim ersten Scrutinium (Sammlung und Prüfung der Stimmen bei einer kanonischen, das heißt den Regeln des Kirchenrechtes gemäßen Wahl) entfiel auf die Kandidaten die gleiche Stimmenanzahl. Bei der anschließenden mündlichen Wahl erhielt Raunach die Mehrzahl der Stimmen und wurde nun Salzburger Dompropst.
Raunach starb am 31. Dezember 1605; sein Epitaph befindet sich in der Franziskanerkirche in Salzburg.